# Acta de Reorganización de los Estados Indios
El Acta de Reorganización de los Estados Indios (States Reorganization Act en inglés) de 1956 fue una importante reforma de las fronteras de los estados y territorios de la India, organizándolos a partir de criterios lingüísticos.
Si bien se han realizado cambios adicionales en los límites de los estados de la India desde el año 1956, el Acta de Reorganización de los Estados Indios de 1956 sigue siendo la más significativa desde la independencia de la India en 1947.
La ley entró en vigor al mismo tiempo que el Acta de la Constitución (Enmienda Séptima) de 1956, que (entre otras cosas) reestructuró el marco constitucional de los estados existentes y los requisitos para aprobar el Acta de Reorganización de los Estados bajo la dispuesto en los artículos 3 y 4 de la constitución.

## La integración política después de la independencia

Divisiones administrativas de la India en 1951.

El Raj británico, que incluía la actual India, Pakistán y Bangladés, fue dividido en dos tipos de territorios: las provincias de la India británica, que eran gobernadas directamente por funcionarios británicos bajo responsabilidad del gobernador general de la India; y los estados principescos, bajo el mandato de gobernantes locales hereditarios que reconocían la soberanía británica a cambio de la autonomía local, en la mayoría de los casos según lo establecido por los tratados. Como resultado de las reformas de principios del siglo XX, la mayor parte de las provincias británicas tenían cuerpos legislativos elegidos directamente, así como gobernadores, aunque algunas de las provincias más pequeñas estaban gobernados por un jefe comisionado designado por el gobernador general. Las principales reformas presentadas por los británicos en la década de 1930 también reconocieron el principio del federalismo, que se llevó adelante en el gobierno de la India independiente.
El 15 de agosto de 1947, le fue concedida la independencia a la India británica como los dominios separados de la India y Pakistán. Los británicos disolvieron sus relaciones convencionales con más de quinientos estados principescos, a los cuales se les animó a que se adhieran a la India o Pakistán, sin ninguna obligación de hacerlo. La mayoría de los estados se adhirieron a la India, y algunos de Pakistán. Bután y Hyderabad optaron por la independencia, si bien la India conquistó Hyderabad por medio de una intervención armada y lo anexó a la unión.
Entre 1947 y 1950, los territorios de los estados principescos fueron integrados políticamente en la Unión de la India. La mayoría se fusionaron en provincias existentes; otros fueron organizados en nuevas provincias, como Rajputana, Himachal Pradesh, Madhya Bharat, y Vindhya Pradesh, compuesta de múltiples estados principescos; unos pocos, incluyendo Mysore, Hyderabad, Bhopal, y Bilaspur, se convirtieron en provincias separadas. El Acta de Gobierno de la India de 1935 siguió siendo el derecho constitucional de la India hasta la adopción de una nueva Constitución.

## Constitución de 1950
La nueva constitución de la India, que entró en vigor el 26 de enero de 1950, hizo del país una república democrática soberana. La nueva república también fue declarada como una "Unión de Estados". La constitución de 1950 distinguió entre tres tipos de estados:

Los estados de 1951:
Categoría A
Categoría B
Categoría C
Categoría D
Territorios no integrantes de la India en 1951

| Tipo | Tipo | Gobierno                                                                                                 | Lista |
| ---- | --- | --- | --- |
| A    | Antiguas provincias del Imperio de la India dirigidos por un gobernador                                       | Un gobernador y una asamblea elegida                                                                     | Assam, Bihar, Bombay, Madhya Pradesh, Madrás, Orissa, Panyab Oriental, Uttar Pradesh y Bengala Occidental                                                        |
| B    | Antiguos estados o grupos de estados principescos                                                             | Un rajpramukh nombrado entre los príncipes por el presidente de la India y un órgano legislativo elegido | Hyderabad, Jammu y Cachemira, Madhya Bharat, Mysore, Unión de Estados de Patiala y de Panyab Oriental, Rajastán, Saurashtra, Travancore-Cochín y Vindhya Pradesh |
| C    | Antiguas provincias del Imperio de la India dirigidas por un comisario en jefe y algunos estados principescos | Uno comisario designado por el presidente de la India                                                    | Ajmer, Bhopal, Bilaspur, Coorg, Delhi, Himachal Pradesh, Kutch, Manipur y Tripura                                                                                |
| D    | Las Islas Andamán y Nicobar                                                                                   | Un vicegobernador nombrado por el gobierno central                                                       | Islas de Andamán y Nicobar |

## El movimiento por los estados lingüísticos
La demanda de crear estados sobre la base de criterios lingüísticos se desarrolló incluso antes de que India obtuviera la independencia del Imperio británico. A través del tiempo las regiones administrativas de la India fueron identificados como diferentes provincias. Orissa fue el primer estado indio (antes de la independencia) formado sobre una base lingüística en el año de 1936, debido a los esfuerzos de Madhusudan Das y se convirtió así en la provincia de Orissa. En Orissa, el movimiento lingüístico se inició en 1895 y se intensificó en los últimos años con la demanda de una provincia separada; en el momento, lo que ahora es Orissa era una parte de la provincia de Bihar y Orissa.
El período posterior a la independencia vio el ascenso de los movimientos políticos para la creación de nuevos estados desarrollados en líneas lingüísticas. El movimiento para crear un estado de habla telugu con la parte norte del estado de Madrás cobró fuerza en los años posteriores a la independencia, y en 1953, los 16 distritos norteños de habla telugu se convirtieron en el nuevo estado de Andhra.
Se hicieron otros cambios pequeños a las fronteras estatales durante el período comprendido entre 1950 y 1956. El pequeño estado de Bilaspur se fusionó con Himachal Pradesh el 1 de julio de 1954, y Chandernagor, un antiguo enclave francés en la India, se incorporó en Bengala Occidental en 1955. Sin embargo, sobre la base lingüística el estado de Andhra Pradesh fue el primero en ser creado tras la independencia. Potti Sreeramulu fue uno de los activistas que exigíeron la formación de dicho estado.

## Comisión para la Reorganización de los Estados

Divisiones administrativas de la India en 1955.

La Comisión para la Reorganización de los Estados fue precedida por la Comisión lingüística de las provincias (también conocida como Comisión de Dar) en 1948, y luego el comité de JVP. En diciembre de 1953, el primer ministro Jawaharlal Nehru nombró la Comisión para la Reorganización de los Estados con el fin de reorganizar los estados de la India. Fue encabezada por el presidente retirado del Tribunal Supremo, Fazal Ali, y la propia comisión era conocida como la Comisión Fazal Ali. Los otros dos miembros de la comisión eran H. N. Kunzru y K. M. Panikkar. Los esfuerzos de esta comisión fueron supervisados por Govind Ballabh Pant, quien sirvió como el ministro del Interior desde diciembre de 1954. La Comisión presentó un informe el 30 de septiembre de 1955, recomendando la reorganización total de los estados, informe que fue debatido en el Parlamento. Tras esto un proyecto de ley con el fin de realizar cambios en la constitución y en la organización territorial de la India fue aprobada el 31 de agosto de 1956.
El Acta de Reorganización de los Estados Indios se promulgó el 31 de agosto de 1956. Antes de su entrada en vigor el 1 de noviembre, también se aprobó una importante modificación a la constitución de nombre Séptima Enmienda.
Bajo la séptima enmienda, la distinción existente entre los tipos de estados A, B, C y D se abolió. Los estados de tipo A y tipo B se retiró, llegando a ser conocido simplemente como "estados". Un nuevo tipo de entidad, los territorios de la Unión, sustituyeron a la clasificación del tipo C y D.
Una nueva ley también entró en vigor el 1 de noviembre, transfiriendo determinados territorios de Bihar a Bengala Occidental.

## Cambios realizados

La India tras la reorganización de sus divisiones administrativas, en 1956.

Divisiones administrativas de la India en 1959.

La siguiente lista expone los estados y territorios de la unión de la India tal como fueron reorganizados el 1 de noviembre de 1956:

### Estados
- Andhra Pradesh: el estado de Andhra fue fusionado con las áreas de habla Telugu del estado de Hyderabad.
- Assam: sin cambios de límites en 1956.
- Bengala Occidental: ampliado mediante la adición de un territorio menor que formaba parte previamente de Bihar.
- Bihar: se reduce ligeramente por la transferencia de territorios menores de Bengala Occidental.
- Bombay: fue ampliado con la adición de los estados de Saurashtra y Kutch, los distritos de habla marathi de la división de Nagpur de Madhya Pradesh y la región Marathwada del estado de Hyderabad. Los distritos sureños del estado de Bombay se transfirieron al estado de Mysore.
- Jammu y Cachemira: sin cambios de límites en 1956.
- Kerala: formado por la fusión del estado de Travancore-Cochín con el distrito de Malabar del estado de Madrás y Kasaragod del distrito de Canara del Sur. El distrito de Kanyakumari ubicado en la parte sur del estado de Travancore-Cochín,  fue transferido al estado de Madrás.
- Madhya Pradesh: creado por la fusión de los estados de Madhya Bharat, Vindhya Pradesh y Bhopal; los distritos de habla marathi de la división de Nagpur fueron trasladados al estado de Bombay.
- Madrás: el distrito de Malabar fue transferido al nuevo estado de Kerala, y fue creado un nuevo territorio de la unión, Islas Laquedivas, Minicoy y Amindivi. La parte sur del estado de Travancore-Cochín (distrito de Kanyakumari) fue transferida al estado. El estado fue renombrado Tamil Nadu en 1968.
- Mysore: ampliado por la anexión del estado Coorg, los distritos de habla kannada del sur del estado de Bombay y el sector oeste del estado de Hyderabad. El estado fue renombrado Karnataka en 1973.
- Orissa: sin cambios de límites en 1956.
- Panyab: ampliado mediante la adición de la Unión de Estados de Patiala y de Panyab Oriental.
- Rajastán: ampliado por la adición del estado de Ajmer y partes de los estados de Bombay y Madhya Bharat.
- Uttar Pradesh: sin cambios de límites en 1956.

### Territorios de la Unión
- Himachal Pradesh.
- Andamán y Nicobar.
- Delhi.
- Islas Laquedivas, Minicoy y Amindivi.
- Manipur.
- Tripura.

## Cambios posteriores a 1956

Estados creado después de 1960:
1963: Nagaland, segregado de Assam
1966: Haryana, segregado de Panyab y pequeñas partes de Himachal Pradesh
1971: Himachal Pradesh, creado como territorio de la unión
1972: Megalaya, segregado de Assam
1972: Tripura, creado como territorio de la unión
1972: Manipur, creado como territorio de la unión
1975: Sikkim, protectorado indio
1975: Arunachal Pradesh, creado como territorio de la unión
1987: Mizoram, creado como territorio de la unión (bis 1971 zu Assam)
1987: Goa, creado como territorio de la unión
2000: Chhattisgarh, segregado de Madhya Pradesh
2000: Jharkhand, segregado de Bihar
2000: Uttarakhand, segregado de BUttar Pradesh
2014: Telangana, segregado de BAndhra Pradesh

### Divisiones de Bombay y Panyab
Luego de la promulgación del acta de 1956, los acomodamientos territoriales continuaron a lo largo de límites lingüísticos.
En 1960, el Acta de Reorganización de Bombay dividió el estado de Bombay en dos: Guyarat de lengua guyarati, y Maharashtra, de lengua marathi.
En 1966, el Panyab también se dividió: Panyab, de lengua panyabi, y Haryana de lengua hindi. La ciudad de Chandigarh se convirtió en un territorio común y en la capital de ambos estados, en tanto los distritos del norte de Punjab de habla hindi fueron trasladados al territorio de Himachal Pradesh. Se elevó a la categoría de estado en 1971.

### Integración de las colonias francesas y portuguesas
Después de la integración de Chandernagor dentro de Bengala Occidental en 1955, el resto de los asentamientos franceses ubicados en territorio indio (Puducherry, Karaikal, Mahe y Yanam) fueron objeto de un tratado de cesión de Francia a la India en 1962, agrupándose estos en el territorio de Puducherry en 1963.
Portugal, por otra parte se negó a ceder sus asentamientos. Dadra y Nagar Haveli fue ocupada en 1954 y luego, en 1961, la India anexó militarmente Goa, Damán y Diu. Todos estos puestos militares y comerciales se conformaron en territorios de la Unión. En 1987, Goa accedió a la condición de estado y Damán y Diu se convirtió en un territorio separado.

### Noreste
Entre 1960 y 1980 se crearon nuevos estados en el nordeste de la India, todos segregados del estado de Assam:
- Nagaland se convirtió en un estado en el 1963.[15]
- Manipur, Megalaya y Tripura en 1972.[16]
- Sikkim, independiente hasta la fecha, se unió a la India como un estado en 1975.[17]
- Arunachal Pradesh y Mizoram se convirtieron en estados en 1987.

### Nuevos estados creados a partir del 2000
En el año 2000 fueron crearon tres nuevos estados. Chhattisgarh se separó de Madhya Pradesh y Jharkhand de Bihar con el fin de dar más autonomía a las poblaciones adivasi ubicadas en estas áreas. Por otra parte, las regiones montañosas del norte de Uttar Pradesh formaron Uttaranchal (rebautizado como Uttarakhand en 2007).
En febrero de 2014 el Parlamento aprobó, después de un largo y acalorado debate, una ley que prevé separar la parte de Andhra Pradesh anteriormente incluida en el estado de Hyderabad para formar un nuevo estado, Telangana.